# Anna Wrangel
Anna Wrangel von Brehmer (* 9. Juni 1876 als Anna Margareta Faehte in Düsseldorf; † 17. September 1941 in Landskrona in Schonen, Schweden) war eine deutsch-schwedische Porträt- und Landschaftsmalerin, Zeichnerin und Grafikerin.

## Leben

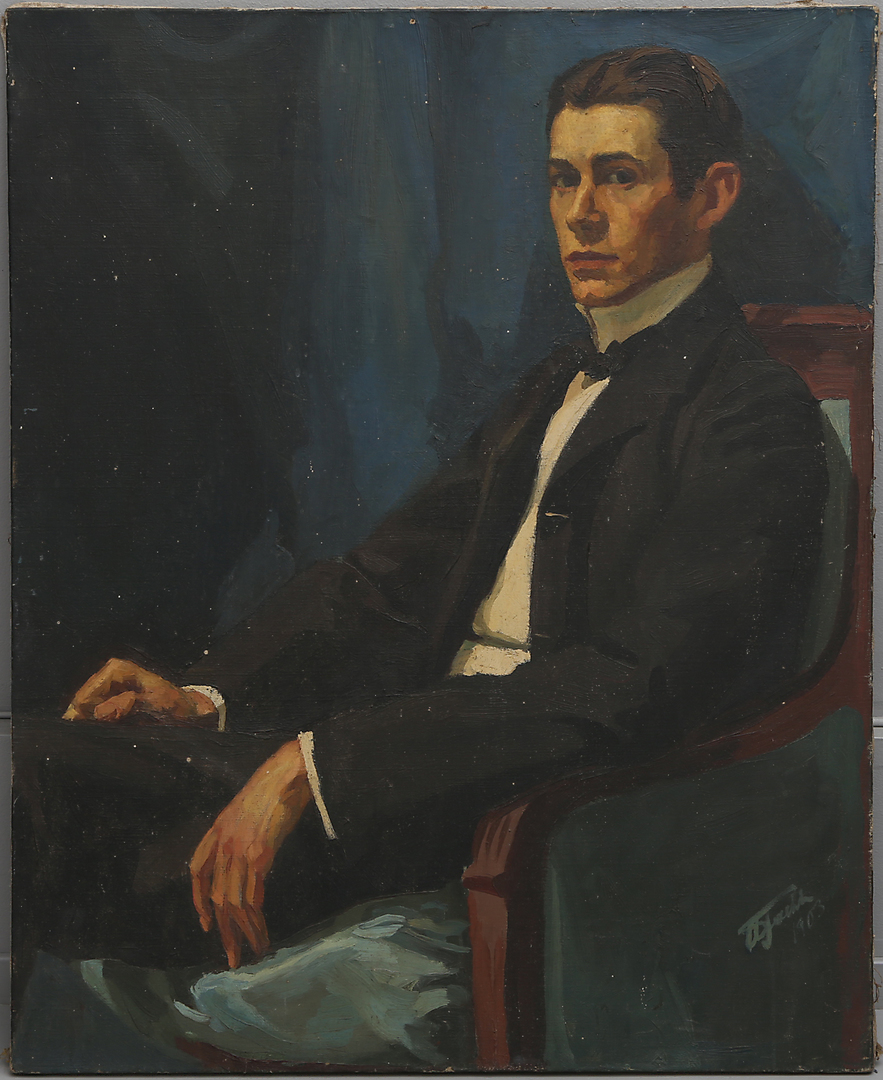
Bildnis des späteren Ehemannes Jürgen Wrangel, 1903

Anna war eines von vier Kindern sowie jüngste von zwei Töchtern des Düsseldorfer Kaufmanns August Faehte (auch Fähte, * 1835) aus dessen 1873 geschlossener Ehe mit Elisabeth Laura, geborene Braun (* 1843). In Düsseldorf erhielt sie als 16-Jährige Unterricht im Zeichnen. In den 1890er Jahren studierte sie Bildhauerei in Paris. Allerdings wandte sie sich der Malerei zu und schuf hauptsächlich Porträts, daneben Ansichten von Städten und Landschaften. Am 1. April 1905 heiratete sie in Düsseldorf den schwedischen Maler und Grafiker Jürgen Wrangel (1881–1957), Spross des schwedischen Zweiges Wrangel von Brehmer des deutschbaltischen Adelsgeschlechtes Wrangel. Das Paar bekam den Sohn Johan (* 1906), in Paris die Töchter Lena (* 1908) und Anna Isabella (1911–1975). Letztere wurde ebenfalls eine Malerin und Grafikerin. 1917 wurde die Ehe geschieden.
Anna Wrangel stellte im Salon de Paris aus, 1914 im Rahmen der baltischen Ausstellung und der Ausstellung des Schwedischen Künstlerverbandes in Liljevalchs konsthall in Stockholm, 1916 zusammen mit ihrem Ehemann in der Kunstakademie Stockholm sowie in den Kunstschulen von Malmö und Göteborg, 1917 im Kunstverein Schonen in Malmö und zusammen mit Einar Jolin (1890–1976) in der Galerie Gummeson in Stockholm. Auf einer internationalen Ausstellung in San Francisco erhielt sie eine Silbermedaille.